# Греко-римская борьба на летних Олимпийских играх 1956 — до 52 кг
Соревнования по греко-римской борьбе в рамках Олимпийских игр 1956 года в наилегчайшем весе (до 52 килограммов) прошли в Мельбурне с 3 по 6 декабря 1956 года в «Royal Exhibition Building».
Турнир проводился по системе с начислением штрафных баллов. За чистую победу штрафные баллы не начислялись, за победу по очкам борец получал один штрафной балл, за поражение по очкам со счётом решения судей 2-1 два штрафных балла, со счётом решения судей 3-0 или чистое поражение — три штрафных балла. Борец, набравший пять штрафных баллов, из турнира выбывал. Трое оставшихся борцов выходили в финал, проводили встречи между собой. Схватка по регламенту турнира продолжалась 12 минут. Если в течение первых шести минут не было зафиксировано туше, то судьи могли определить борца, имеющего преимущество. Если преимущество никому не отдавалось, то назначалось четыре минуты борьбы в партере, при этом каждый из борцов находился внизу по две минуты (очередность определялась жребием). Если кому-то из борцов было отдано преимущество, то он имел право выбора следующих шести минут борьбы: либо в партере сверху, либо в стойке. Если по истечении четырёх минут не фиксировалась чистая победа, то оставшиеся две минуты борцы боролись в стойке.
В наилегчайшем весе боролись 11 участников. Фаворитом соревнований был Игнацио Фабра, действующий олимпийский вице-чемпион, чемпион мира 1955 года. Он предсказуемо добрался до финала; вместе с ним финалистами были Дурсун Али Эгрибаш и Николай Соловьёв. К финальным встречам Фабра уже победил Эгрибаша, а Эгрибаш, в свою очередь, победил Соловьёва и всё решалось во встрече Фабры и Соловьёва. Для золотой медали Соловьёву была необходима чистая победа. и он смог её добиться, тем более, что итальянский борец выступал с травмированным коленом. Однако всё равно сохраняется неясность по каким причинам распределение мест был именно таким. Если в целом по штрафным баллам за время всего турнира, то первым был Эгрибаш, затем Соловьёв и Фабра. Если по штрафным баллам, набранным во встречах среди финалистов, то первым был Соловьев, но на втором месте был Эгрибаш, а не Фабра. Указывается, что победа была отдана по дополнительным показателям..

## Призовые места
- Николай Соловьёв (URS)
- Игнацио Фабра (ITA)
- Дурсун Али Эгрибаш (TUR)

## Первый круг
| Штрафных баллов | Участник 1              | Результат   | Участник 2               | Штрафных баллов |
| --------------- | ----------------------- | ----------- | ------------------------ | --------------- |
| 1               | Иштван Баранья (HUN)    | 3-0         | Боривой Вуков (YUG)      | 3               |
| 0               | Мориц Мевис (BEL)       | Туше (4:45) | Монти Хаканссон (AUS)    | 3               |
| 1               | Игнацио Фабра (ITA)     | 2-1         | Дурсун Али Эгрибаш (TUR) | 2               |
| 1               | Дик Уилсон (USA)        | 3-0         | Андре Зот (FRA)          | 3               |
| 1               | Николай Соловьёв (URS)¹ | 2-1         | Думитру Пырвулеску (ROU) | 2               |
| 0               | Бенгт Юханссон (SWE)    | Пропускал   |                          |                 |

¹ Победа была отдана по протесту, внесённому советской делегацией.

## Второй круг
| Штрафных баллов | Участник 1               | Результат   | Участник 2            | Штрафных баллов |
| --------------- | ------------------------ | ----------- | --------------------- | --------------- |
| 4               | Боривой Вуков (YUG)      | 3-0         | Бенгт Юханссон (SWE)  | 3               |
| 2               | Иштван Баранья (HUN)     | 3-0         | Мориц Мевис (BEL)     | 3               |
| 2               | Дурсун Али Эгрибаш (TUR) | Туше (1:45) | Монти Хаканссон (AUS) | 6               |
| 2               | Игнацио Фабра (ITA)      | 3-0         | Дик Уилсон (USA)      | 4               |
| 1               | Николай Соловьёв (URS)   | Туше (4:45) | Андре Зот (FRA)       | 6               |
| 2               | Думитру Пырвулеску (ROU) | Пропускал   |                       |                 |

## Третий круг
| Штрафных баллов | Участник 1               | Результат   | Участник 2           | Штрафных баллов |
| --------------- | ------------------------ | ----------- | -------------------- | --------------- |
| 3               | Думитру Пырвулеску (ROU) | 3-0         | Бенгт Юханссон (SWE) | 6               |
| 5               | Боривой Вуков (YUG)      | 3-0         | Мориц Мевис (BEL)    | 6               |
| 3               | Игнацио Фабра (ITA)      | 3-0         | Иштван Баранья (HUN) | 5               |
| 2               | Дурсун Али Эгрибаш (TUR) | Туше (6:00) | Дик Уилсон (USA)     | 7               |
| 1               | Николай Соловьёв (URS)   | Пропускал   |                      |                 |

## Четвёртый круг
| Штрафных баллов | Участник 1               | Результат | Участник 2               | Штрафных баллов |
| --------------- | ------------------------ | --------- | ------------------------ | --------------- |
| 3               | Дурсун Али Эгрибаш (TUR) | 3-0       | Николай Соловьёв (URS)   | 4               |
| 4               | Игнацио Фабра (ITA)      | 3-0       | Думитру Пырвулеску (ROU) | 6               |

## Финал

### Встреча 1
| Штрафных баллов | Участник 1               | Результат   | Участник 2          | Штрафных баллов |
| --------------- | ------------------------ | ----------- | ------------------- | --------------- |
|                 | Николай Соловьёв (URS)   | Туше (6:00) | Игнацио Фабра (ITA) |                 |
|                 | Дурсун Али Эгрибаш (TUR) | Пропускал   |                     |                 |